# Karl-Hans Riehm
Karl-Hans Riehm, född den 31 maj 1951 i Konz, är en tysk före detta friidrottare som tävlade i släggkastning. 
Riehm deltog vid Olympiska sommarspelen 1972 där han slutade på tionde plats. 1975 slog han Aleksej Spiridonovs världsrekord i släggkastning när han kastade 78,50. Rekordet stod sig emellertid bara i tre månader innan landsmannen Walter Schmidt slog detta. 
Vid Olympiska sommarspelen 1976 slutade han på fjärde plats och hans första medalj kom vid EM 1978 då han blev bronsmedaljör efter ett kast på 77,02 meter. Samma år tog han tillbaka världsrekordet när han kastade 80,32 ett rekord som stod sig i två år tills Jurij Sedych slog det. 
Riehm deltog vid det första världsmästerskapet i Helsingfors 1983 där han blev sjua. Året efter kom hans främsta merit då han blev silvermedaljör vid Olympiska sommarspelen 1984 i Los Angeles efter Juha Tiainen.